# Adolfo Orlandi
Adolfo Orlandi, anche detto Aiolfo Orlandi (1411), è stato un politico italiano.

## Biografia
Adolfo nacque nel 1411 da Tommaso Orlandi e da Maria Caterina Chermontesi, ed era un discendente dell'antica famiglia pisana degli Orlandi, più precisamente apparteneva al ramo cadetto di Pescia.
Nel 1429 risultava essere provveditore e commissario dei Dieci di Balia.
Durante la guerra contro la Repubblica di Lucca (ca. 1429 - 1431), Adolfo venne nominato commissario di Pescia e prese parte alla sua difesa. Nonostante l'inferiorità numerica riuscì a resistere agli assalti delle milizie di Francesco Sforza, ciò gli valse la riconoscenza del Comune di Pescia che lo "proclamò" eroe cittadino esentandolo da tutte le imposte future.
Nel 1452, Adolfo divenne governatore per conto del duca di Milano e suo luogotenente a Parma. In seguito per ben due occasioni (1461 e 1471), gli venne conferita la carica di priore della repubblica di Firenze. Nel 1469 prese parte in veste di membro al Collegio dei Dodici Buonomini.